# Bibliographie sur Élisée Reclus
Pour un article plus général, voir Élisée Reclus.
La bibliographie sur Élisée Reclus recense les principaux ouvrages publiés sur Élisée Reclus. Les ouvrages sont classés par thèmes et dans chaque thème par ordre chronologique d'édition. 

## Ouvrages biographiques

### En français
- Béatrice Giblin, Élisée Reclus. Un géographe d'exception, Morlaàs, Éditions Cairn, 2021, 1re éd., 160 p. (ISBN 979-10-7006-004-9).
- Hélène Sarrazin, Élisée Reclus ou la passion du monde, Paris, éd. La Découverte, 1985, 1re éd., 261 p..
  - Hélène Sarrazin, Élisée Reclus ou la passion du monde, Paris, éd. Aubéron, juillet 1997, 2e éd. (1re éd. 1985) (ISBN 2-90865060-6 et 978-2908650600).
  - Hélène Sarrazin (préf. Kenneth White), Élisée Reclus ou la passion du monde, Paris, éd. du Sextant, coll. « géographique », janvier 2004, 3e éd. (1re éd. 1985), 248 p. (ISBN 2-84978000-6 et 978-2-84978000-8, présentation en ligne).
- Joël Cornuault, Élisée Reclus, géographe et poète, Gardonne, éd. fédérop, coll. « Essais », 2014, 2e éd. (1re éd. octobre 1995), 80 p. (ISBN 978-2-85792-216-2, présentation en ligne).
- Roger Gonod, Élisée Reclus, prophète de l'idéal anarchiste, Pau, Presses de Covedi, 1996, 205 p. (ISBN 2-91185200-1 et 978-2-91185200-8).
- Henriette Chardak, Élisée Reclus : L'homme qui aimait la Terre, Paris, éd. Stock, coll. « Essais Documents », avril 1997, 592 p. (ISBN 2-23404571-1 et 978-2-23404571-2) — Critique de Gisèle Vianey, Ruralia, 03/1998.
- Joël Cornuault, Élisée Reclus, étonnant géographe, Périgueux, éd. Fanlac, octobre 2003, 2e éd. (1re éd. 1999), 157 p. (ISBN 2-86577211-X et 978-2-86577211-7, présentation en ligne).
- Crestian Lamaison, Élisée Reclus, l'Orthézien qui écrivait la Terre, Orthez, éd. Gascognes, 2005, 137 p. (ISBN 2-914444-36-2 et 978-2-914444-36-1).
- Henriette Chardak, Élisée Reclus : Un encyclopédiste infernal !, Paris, éd. L'Harmattan, janvier 2006, 516 p. (ISBN 2-74759841-1 et 978-2-74759841-5, présentation en ligne).
- Philippe Pelletier, Élisée Reclus, géographie et anarchie, Saint-Georges-d'Oléron, Éditions Libertaires, coll. « Bibliothèque Anarchiste », octobre 2009, 255 p. (ISBN 2-91551431-3 et 978-2-91551431-5, présentation en ligne) — Critique de Pascal Bedos, Le Monde diplomatique, mars 2010 ; Critique d'Isabelle Lefort, L’Espace politique, novembre 2010 ; Critique de Federico Ferretti, cafe-geo.net, janvier 2011.
- Jean-Didier Vincent, Élisée Reclus : Géographe, anarchiste, écologiste, Paris, éd. Robert Laffont, mars 2010, 432 p. (ISBN 2-22110648-2 et 978-2-22110648-8, présentation en ligne) — Critique d'Alain Marre, Physio-Géo, 2010 ; Critique de Max Angel, sur blogs.mediapart.fr, 2014.Prix Femina essai 2010
  - Jean-Didier Vincent, Élisée Reclus : Géographe, anarchiste, écologiste, Paris, éd. Champs Flammarion, coll. « Champs biographie » (no 1113), avril 2014 (1re éd. mars 2010), 520 p. (ISBN 2081295784 et 978-2081295780, présentation en ligne).
- Christophe Brun et Federico Ferretti, Élisée Reclus, une chronologie familiale : sa vie, ses voyages, ses écrits, ses ascendants, ses collatéraux, les descendants, leurs écrits, sa postérité, 1796-2015 (tableaux généalogiques, documents, cartes), avril 2015, 2e éd. (1re éd. août 2014), 440 p. — Lire en ligne sur raforum.site ; lire en ligne sur hal.archives-ouvertes.fr.
- Isabelle Louviot et Georges Peignard, Élisée Reclus : Penser l'humain et la terre, Paris, Le Tripode, 2022, 176 p. (ISBN 9782370553010)

### Dans d'autres langues
- (ru) Nikolaï Konstantinovitch Lebedev, Ėlize Rekliu kak chelovek, uchenyï i myslitel [« Élisée Reclus, l’homme, le savant, le penseur »], Moscou et Petrograd, éd. Golos Truda, 1920, 119 p.Réédition partielle par Natalia Alexeievna Lebedeva, 1956.
- (de) Max Nettlau, Élisée Reclus, Anarchist und Gelehrter (1830-1905) [« Élisée Reclus, anarchiste et érudit (1830-1905) »], Berlin, Verlag der Syndikalist/Fritz Kater, 1928, 345 p. (BNF 32482765).
  - (de) Max Nettlau, Élisée Reclus, Anarchist und Gelehrter (1830-1905), Vaduz, Topos Verlag, 1977 (1re éd. 1928), 345 p. (ISBN 3-28900115-6 et 978-3-28900115-9).
- (es) Max Nettlau (trad. de l'allemand par V. Orobón Fernández), Eliseo Reclus, la vida de un sabio justo y rebelde [« Élisée Reclus, la vie d'un sage juste et rebelle »], vol. 2, Barcelone, Publicaciones de La Revista Blanca, 1929-1930, 293 et 312 p..La biographie de référence.
- (pt) Emílio Costa, Élisée Reclus : Uma figura moral, Lisbonne, Cadernos da Seara Nova, coll. « Biografias », 1933, 46 p. — Lire en ligne sur mosca-servidor.xdi.uevora.pt ; lire en ligne sur reclusbrasil.noblogs.org.
- (ja) Sanshirō Ishikawa, Eerize Rukusuru, shiisô to shôgai [« Élisée Reclus, sa pensée et sa vie »], Tokyo, Kokumin Kagaku-sha (réimpr. 1983) (1re éd. 1948).
- (en) Gary S. Dunbar, Élisée Reclus : Historian of Nature, Hamden, Archon Books (Shoe Spring Press), 1978, 193 p. — Critique de Pierre George, Annales de géographie, 1979 - Critique p. 1 p. 2 de George Kish, Book Reviews, 1979.
- (es) María Teresa Vicente Mosquete, Eliseo Reclus, la geografía de un anarquista, Barcelone, Los Libros de la Frontera, coll. « Realidad geografica » (no 5), 1983, 304 p. (ISBN 8-48570925-X et 978-8-48570925-0).
- (pt) Manoel Correia de Oliveira Andrade (pt), Élisée Reclus, Geographia, São Paulo, Ática (pt), coll. « Grandes Cientistas Sociais » (no 49), 1985, 200 p. (lire en ligne).
- (en) Marie Fleming, The Geography of Freedom : the Odyssey of Élisée Reclus, Montréal, Black Rose Books, 1988, 246 p..
- (it) Federico Ferretti, Il mondo senza la mappa : Élisée Reclus e i geografi anarchici, Milan, Zero in Condotta, coll. « Classici dell'anarchismo », septembre 2007, 248 p. (ISBN 88-9595019-4 et 978-88-9595019-8, présentation en ligne).
- (pt) Ronald Creagh, Philippe Pelletier, Georges Roques et Tom Steele, Élisée Reclus e a geografia das liberdade, São Paulo, Editora Imaginário et Expressão & Arte Editora, 2010, 128 p. (ISBN 857935040-9 et 978-857935040-5, présentation en ligne).

## Ouvrages et études spécialisées

### En français
- Benoît Bodlet, Les Histoires d'Élisée Reclus : Divulgation scientifique et émancipation, Lyon, PUL, coll. « Espaces critiques », 2024, 160 p. (EAN 9782729714598, SUDOC 280983891)
- Hem Day, Élisée Reclus, 1830-1905, savant et anarchiste, Bruxelles, Cahiers Pensée et Action (no 5), avril-juin 1956, 112 p. — Notice sur dcgecaf.ficedl.info, Catalogue général des éditions et collections anarchistes francophones.
- Hem Day, Deux frères de bonne volonté : Élisée Reclus et Han Ryner, Paris, Amis de Han Ryner et Bruxelles, Pensée et action, 1956 — Notice sur dcgecaf.ficedl.info, Catalogue général des éditions et collections anarchistes francophones.
- Paul Reclus, Les Frères Élie et Élisée Reclus : ou du Protestantisme à l'Anarchisme, Paris, Les Amis d'Élisée Reclus, 1964, 209 p. — Sommaire : Biographie d'Élisée Reclus par Paul Reclus ; Vie d'Élie Reclus par Élisée Reclus ; Souvenirs personnels sur Élie et Élisée Reclus par Paul Reclus : Discours sur l'éducation par Élisée Reclus ; Paul Reclus : notice biographique ; Sainte-Foy-la-Grande : notice historique ; Bibliographie.
- John P. Clark, La pensée sociale d’Élisée Reclus, géographe anarchiste, Lyon, Atelier de création libertaire, 1996, 142 p. (présentation en ligne) — Critique de Joël Cornuault, Cahiers Élisée Reclus, mars 1997.
- Léo Campion, Le Drapeau noir, l'Équerre et le Compas : les Maillons libertaires de la Chaîne d'Union, Éditions Alternative libertaire, 1996, 131 p. (lire en ligne) — Version en pdf.
- Joël Cornuault, Élisée Reclus et les Fleurs Sauvages, Bergerac, librairie La Brèche, 2005, 24 p. (ISBN 978-2-91275321-2, présentation en ligne).
- Roger Gonot, Pierre-Luc Abramson, Hélène Finet, Emilio J. Garcia Wiedemann, Ariane Miéville, Vadim Damier et Gérard Gonet-Boisson (préf. Michel Papy), Élisée Reclus : Écrire la terre en libertaire, Orthez, Éditions du temps perdu, 2005, 294 p. (présentation en ligne) — Présentation sur raforum.site.Colloque sur « La pensée libertaire d’Élisée Reclus », organisé par la Bibliothèque municipale de Pau en 2005, avec l’aide du Centre de documentation et d’études sociales de la CNT-AIT (Pau).
- Joël Cornuault, Élisée Reclus, six études en géographie sensible, Paris, éd. Isolato, février 2008, 99 p. (ISBN 2-35448003-2 et 978-2-35448003-5, présentation en ligne).
- Guy Henocque, Paul Boino et Olivier Clairat, Élisée Reclus, Saint-Georges-d'Oléron, Les Éditions Libertaires, coll. « Graine d'ananar », février 2008, 85 p. (ISBN 2-91498043-4 et 978-291498043-2, présentation en ligne).L'ouvrage contient une biographie expresse Élisée Reclus, une conscience libre de Guy Hénocque, suivie du texte de Paul Boino, La pensée géographique d’Élisée Reclus, prélevé dans le numéro double consacré à Élisée par la revue Itinéraire : une vie, une pensée en 1998, puis de notices sur Reclus en Belgique et Élisée Reclus et l’éducation par Olivier Clairat, enfin de L’anarchie et l’Église (1900) par Élisée Reclus et son neveu Paul Reclus.
- Florence Deprest, Géographes en Algérie (1880-1950) : Savoirs universitaires en situation coloniale, Paris, éd. Belin, coll. « mappemonde », novembre 2009, 352 p. (ISBN 978-2-7011-5348-3, présentation en ligne) — Critique d'Alain Messaoudi, Ibla, 2012.
- Élisée Reclus (introduction Nikola Jankovic « Le Vieil Homme et la Terre », p. 7-45), Projet de globe au 100.000e, Paris, éd. B2, coll. « Territoires », décembre 2011 (1re éd. 1895), 94 p. (ISBN 978-2-36509-010-0, présentation en ligne) — Critique de Federico Ferretti, Cybergeo : Revue européenne de géographie, janvier 2012.Le texte original est précédé par une introduction substantielle, écrite par l’éditeur de l’ouvrage, Nikola Jankovic.
- Florence Deprest, Élisée Reclus et l’Algérie colonisée, Paris, éd. Belin, juin 2012, 144 p. (ISBN 2-7011-6407-9 et 978-2-7011-6407-6, présentation en ligne) — Critique de Stève Bessac-Vaure, Revue d'histoire du XIXe siècle, 2014.
- Didier Jung, Élisée Reclus, Grez-sur-Loing, éd. Pardès, coll. « Qui suis-je ? », février 2013, 128 p. (ISBN 2-86714463-9 et 978-2-86714463-9)Avec une étude astrologique d’Élisée Reclus par Marin de Charrette, p. 125-128
- Ronald Creagh, Élisée Reclus et les États-Unis, suivi de « Fragments d'un voyage à la Nouvelle Orléans » d'Élisée Reclus, Paris, éd. Noir et Rouge, mars 2013, 72 p. (ISBN 2-95436100-X et 978-2-95436100-0, présentation en ligne).
- Philippe Pelletier, Géographie et anarchisme : Reclus, Kropotkine, Metchnikoff, Paris, Éditions du Monde libertaire et Saint-Georges-d'Oléron, Éditions Libertaires, avril 2013, 632 p. (ISBN 2-91551449-6 et 978-2-91551449-0, présentation en ligne).
- Didier Jung, Les Anarchistes de l'île de Ré, Reclus, Barbotin, Perrier et Cie, Saintes, éd. Le Croît vif et Saint-Georges-d'Oléron, Éditions Libertaires, juin 2013, 223 p. (ISBN 2-91956827-2 et 978-2-91956827-7, présentation en ligne).
- Élisée Reclus (préf. Frédéric Dufourg, introduction Claude Villers), Préface à la Nouvelle Géographie universelle, Elytis, coll. « Quoi de neuf ? », mai 2014, 64 p. (ISBN 2-35639136-3 et 978-235639136-0, présentation en ligne).
- Federico Ferretti, Élisée Reclus, pour une géographie nouvelle, Paris, éd. du Comité des travaux historiques et scientifiques, juin 2014, 448 p. (ISBN 978-2-7355-0827-3, présentation en ligne).L'étude de référence sur la fabrication de la Nouvelle Géographie universelle, issue d'une thèse soutenue en 2011.
- Federico Ferretti et Patrick Minder, Pas de la dynamite, mais du tabac : L'enquête de 1885 contre les anarchistes en Suisse romande, Paris, éd. du Monde libertaire, juin 2015, 180 p. (ISBN 978-291551466-7, présentation en ligne) — Critique de Christophe Brun, Cybergeo : Revue européenne de géographie, septembre 2015.
- Philippe Pelletier, Albert Camus, Élisée Reclus et l'Algérie : Les « indigènes de l'univers », Paris, éd. Le Cavalier Bleu, coll. « Mobilisations », novembre 2015, 160 p. (ISBN 2-84670716-2 et 978-2-84670716-9, présentation en ligne).
- Thomas Giraud, Élisée, avant les ruisseaux et les montagnes, Fives, éd. La Contre Allée, coll. « La Sentinelle », octobre 2016, 136 p. (ISBN 2-91781754-2 et 978-2-91781754-4, présentation en ligne) — Critique d'Amaury da Cunha, Le Monde, 20 octobre 2016.
- Federico Ferretti, Philippe Malburet et Philippe Pelletier, Élisée Reclus et les Juifs : Un géographe anarchiste face à une question brûlante, Paris, éd. L'Harmattan, janvier 2018, 116 p. (ISBN 2-34313583-5 et 978-234313583-0, présentation en ligne)Voir aussi l'article de F. Ferretti, Ph. Malburet et Ph. Pelletier, « Élisée Reclus et les Juifs : étude géographique d’un peuple sans état », Cybergeo : European Journal of Geography, Epistémologie, Histoire de la Géographie, Didactique, document 517, mis en ligne le 2 février 2011.
- Ronald Creagh, Les États-Unis d'Élisée Reclus, Lyon, Atelier de création libertaire, avril 2019, 192 p. (ISBN 978-2-35104-125-3, présentation en ligne)
- Roméo Bondon, Le Bestiaire libertaire d'Élisée Reclus, Lyon, Atelier de création libertaire, juillet 2020, 128 p. (ISBN 978-2-35104-146-8, présentation en ligne)

### Dans d'autres langues
- (en) Joseph Ishill, Élisée and Élie Reclus : In memoriam, Berkeley Heights, The Oriole Press, 1927, xvi-360 — Lire en ligne sur wardmac.pitzer.edu.
- (en) Marie Fleming, The Anarchist Way to Socialism : Élisée Reclus and Nineteenth-Century European Anarchism, London, éd. Croom Helm et Totowa, éd. Rowman & Littlefield Publishers, 1979, 299 p. (ISBN 0-85664867-1 et 978-0-85664867-0).
- (de) Peter Jud, Élisée Reclus und Charles Perron, Schöpfer der « Nouvelle Géographie universelle » : Ein Beitrag zur geographischen Wissenschaftshistorie des 19. Jahrhunderts [« Élisée Reclus et Charles Perron, créateurs de la « Nouvelle Géographie universelle » : Une contribution à l'histoire scientifique géographique du XIXe siècle »] (Inaugural dissertation zur Erlangung der Philosophischen Doktorwürde vorgelegt der Philosophischen Fakultät der Universität Zurich [Mémoire inaugural pour l'obtention du doctorat de philosophie de l'Université de Zurich]), Constance, Stadler Verlag, 1987, XX-277 p. (BNF 34940078) — Couverture de l'ouvrage.
- (en) Gary S. Dunbar, The History of Geography. Collected Essays, Utica, Dodge-Graphic Press inc., 1996, 218 p. — Critique de Numa Broc, Annales de géographie, 1997.
- (it) Federico Ferretti, Anarchici ed editori : Reti scientifiche, editoria e lotte culturali attorno alla Nuova Geografia Universale di Élisée Reclus (1876-1894) [« Anarchistes et éditeurs : Réseaux scientifiques, édition et luttes culturelles autour de la Nouvelle Géographie Universelle d'Élisée Reclus (1876-1894) »], Milan, Zero in Condotta, coll. « Studi storici », 2011, 263 p. (ISBN 88-9595018-6 et 978-88-9595018-1, présentation en ligne).
- (es) Guénola Capron, Carmen Icazuriaga Montes, Silvana Levi, Eulalia Ribera Carbó et Virginie Thiébaut (coord.), La geografía contemporánea y Élisée Reclus, Mexico, Publicaciones de la Casa Chata [CEMCA, COLMICH (es)-CentroGeo (es), CIESAS (es), Institut Mora (es)], 2011, 308 p. (ISBN 978-607-486-148-8, DOI 10.4000/books.cemca.2552, lire en ligne).
- (it) Federico Ferretti, Da Strabone al cyberspazio : Introduzione alla storia del pensiero geografico, Milan, Edizioni Angelo Guerini e Associati SpA, coll. « Guerini Scientifica », 2014, 208 p. (ISBN 978-88-8107371-9, présentation en ligne).

## Colloques, rencontres, conférences
- Élisée Reclus, actes du colloque organisé à Bruxelles les 1er et 2 février 1985 par l’Institut des Hautes Études de Belgique et la Société Royale Belge de Géographie, édités par l'Institut des hautes études de Belgique et la Société royale belge de Géographie, Revue belge de géographie (Bruxelles), n° 110/1, 1986, 183 p.
- Rencontres Élisée Reclus, Orthez, décembre 2005, programme.
- Marcella Schmidt di Friedberg (éd.), Élisée Reclus : natura ed educazione, Milan, Bruno Mondadori, 2007, 296 p., actes du colloque de Milan, 12-13 octobre 2005 (certaines contributions sont aussi publiées en français).
- Xavier Arnau, Lluís Calvo, Álvaro Girón et Francesc Nadal, Ciència i compromís social : Élisée Reclus (1830-1905) i la geografia de la llibertat, Barcelone, Publicacions de la Residència d’Investigadors CSIC-Generalitat de Catalunya, 2008, 176 p., actes d'un cycle de conférences, Barcelone, novembre 2005 texte intégral à télécharger (catalan, espagnol, français).
- Jean-Paul Bord, Raffaele Cattedra, Ronald Creagh, Jean-Marie Miossec, Georges Roques (éd.), Élisée Reclus, Paul Vidal de la Blache, la géographie, la cité et le monde. Autour de 1905, Paris, L’Harmattan, 2009, 314 p., actes du colloque de Montpellier et Pézenas, 4-6 juillet 2005  (ISBN 978-2-296-10101-2), notice éditeur.
  - John P. Clark, Lire Reclus aujourd’hui ?, texte intégral.
  - Marianne Enckell, Élisée Reclus, inventeur de l'anarchisme, texte intégral.
- Élisée Reclus, l’Orient et l’Occident à l’âge des empires, journée d’étude EHESS et équipe EHGO, Paris, 30 mai 2012, présentation.
- Philippe Pelletier, Élisée Reclus, théorie géographique et théorie anarchiste, éd. de conférences en français de la Rencontre internationale de l’anarchisme (Saint-Imier, 8-12 août 2012), Paris, Place d’armes, 2013, 131 p., p. 5-46.
- Isabelle Lefort et Philippe Pelletier (coord.), Élisée Reclus et nos géographies, textes et prétextes, Paris, éd. Noir et Rouge, 2013, 453 p., sélection de contributions au colloque de Lyon des 7-9 décembre 2005, notice. Le tour d'horizon analytique le plus complet sur l'homme et l'œuvre.

## Thèses
- Béatrice Giblin, Élisée Reclus, géographe (thèse de doctorat en géographie sous la direction de Jean Cabot), Vincennes, Université Paris-VIII, 1971, 249-[11] — Notice Sudoc ; notice WorldCat.
- (en) Marie Fleming, The theoretical works and the political activities of Élisée Reclus, a study in the development of anarcho-communism, Londres, Université de Londres (London School of Economics), 1976.
- (es) María Teresa Vicente Mosquete, La incorporación del pensamiento de Elíseo Reclus a la ciencia española : geografía y anarquismo, Salamanque, Université de Salamanque, 1987, 2 vol.
- Federico Ferretti, L'Occident d'Élisée Reclus, thèse de doctorat en Géographie sous la direction de Marie-Claire Robic et de Franco Farinelli, Paris et Bologne, Université Panthéon-Sorbonne et Università di Bologna, 2011, résumé.
- Bertrand Guest, Écritures révolutionnaires de la nature au XIXe siècle. Géographie et liberté dans les essais sur le cosmos d'Alexander von Humboldt, Henry David Thoreau et Élisée Reclus, thèse de doctorat en littératures française, francophones et comparée sous la direction de Jean-Paul Engélibert, Université Bordeaux-Montaigne, 2013, résumé.

## Revues
- Paul Reclus, Joseph Ishill, Élie Faure et alii, Élie et Élisée Reclus, science et conscience, Le Semeur (revue libertaire de Caen), numéro spécial 6, 1928, 63 p., notice.
- Yves Lacoste (dir.), Élisée Reclus : Un géographe libertaire, Hérodote (no 22), 3e trimestre 1981, 160 p. (ISSN 0338-487X) — Notice du CIRA ; texte intégral en mode texte sur Gallica.
- Joël Cornuault (éd.), Les Cahiers Élisée Reclus (documents, informations, discussions), Bergerac, Librairie La Brèche, décembre 1996-2006, 59 numéros et 2 numéros hors-série en 2001, notice & notice.
  - L'Union plénière du civilisé avec le sauvage selon Reclus, s/d, texte intégral.
- Les Amis de Sainte-Foy et sa région, société d'histoire locale et revue de Sainte-Foy-la-Grande (Gironde), s'est attachée à mieux faire connaître la famille Reclus, dont Élisée Reclus, accès en ligne.
  - Marie-Madeleine Guesnon[1], Famille Reclus, no 69, 1996, p. 19-31, texte intégral.
  - Danièle Provain, Note sur Élisée Reclus, no 69, 1996, p. 32-35, texte intégral.
  - Roger Gonot, Physionomies : Élie Reclus (1827-1904), Élisée Reclus (1830-1905), Onésime Reclus (1843-1916), no 73, 1998, p. 4-19, texte intégral.
  - Jean Suret-Canale, Élisée Reclus et le darwinisme, no 73, 1998, p. 20-21, texte intégral.
  - Danièle Provain, Pourquoi sommes-nous reclusiens ?, no 84, 2004, p. 5-7, texte intégral.
  - Danièle Provain, Notre ami Roger Gonot [et les Reclus], no 84, 2004, p. 38-40, texte intégral.
  - Danièle Provain, L’année 2005 : Élisée Reclus ?, no 86, 2005, p. 4-5, texte intégral.
  - Philippe Pelletier, La géographie innovante d’Élisée Reclus, no 86, 2005, p. 6-38, texte intégral.
  - Jeanne Vigouroux, Élisée Reclus et l'Algérie (1884-1905), no 89, 2007, p. 3-15, texte intégral.
  - Danièle Provain, Michelet, les Reclus, hôtes de Vascœuil, no 90, 2007, p. 19-27, texte intégral.
  - Jeanne Vigouroux, Patrick Geddes (1854-1932) [et les Reclus], no 92, 2008, p. 7-17, texte intégral.
  - Jeanne Vigouroux, Élisée Reclus et les juifs, une mise au point nécessaire, no 99, 2012, p. 21-28, texte intégral.
  - Parmi la série des Portraits :
    - Jeanne Vigouroux, Élisée Reclus (1830-1905), mise en ligne le 13 mai 2010, texte intégral.
- Élisée Reclus, Chelles, revue Itinéraire : une vie, une pensée (no 14-15), 1998, 109 p. (ISSN 0986-6043) — Notice et sommaire sur cgecaf.ficedl.info ; texte intégral sur anarlivres.free.fr ; critique sur Chroniques Rebelles.
  - Pascal Bedos, « La Vie d’un « doux entêté de vertu » », Itinéraire, no 14,‎ 1998, p. 4-14 (ISSN 0986-6043) — Texte intégral de la revue.
  - Heiner Becker, « Jean-Pierre-Michel « Élie » Reclus », Itinéraire, no 14,‎ 1998, p. 15-20 (ISSN 0986-6043) — Texte intégral de la revue.
  - Hélène Sarrazin, « Du protestantisme à l’anarchisme », Itinéraire, no 14,‎ 1998, p. 21-25 (ISSN 0986-6043) — Texte intégral de la revue.
  - Heiner Becker, « Paul reclus », Itinéraire, no 14,‎ 1998, p. 26-28 (ISSN 0986-6043) — Texte intégral de la revue.
  - Philippe Pelletier, « Géographe ou écologue ? Anarchiste ou écologiste ? », Itinéraire, no 14,‎ 1998, p. 29-39 (ISSN 0986-6043) — Texte intégral de la revue.
  - Joël Cornuault, « Élisée Reclus, écrivain et poète », Itinéraire, no 14,‎ 1998, p. 40-42 (ISSN 0986-6043, lire en ligne, consulté le 26 juillet 2019).
  - Jean-Jacques Gandini, « Jacques reclus », Itinéraire, no 14,‎ 1998, p. 43-44 (ISSN 0986-6043) — Texte intégral de la revue.
  - Nathalie Brémand, « Éducation. Un professeur pas comme les autres », Itinéraire, no 14,‎ 1998, p. 45-56 (ISSN 0986-6043) — Texte intégral de la revue.
  - Peter Jud, « Léon Metchnikoff », Itinéraire, no 14,‎ 1998, p. 57-59 (ISSN 0986-6043) — Texte intégral de la revue.
  - Marianne Enckell, « Suisse. Un exil très actif », Itinéraire, no 14,‎ 1998, p. 60-63 (ISSN 0986-6043) — Texte intégral de la revue.
  - Maurice Colombo, « Adhémar Schwitzguébel », Itinéraire, no 14,‎ 1998, p. 64-65 (ISSN 0986-6043) — Texte intégral de la revue.
  - Heiner Becker, « Les frères Reclus et Bakounine », Itinéraire, no 14,‎ 1998, p. 66-68 (ISSN 0986-6043) — Texte intégral de la revue.
  - Peter Jud (trad. de l'allemand par C. R.), « Charles Perron », Itinéraire, no 14,‎ 1998, p. 69-71 (ISSN 0986-6043) — Texte intégral de la revue.
  - Jean-Marie Neyts, « Les conceptions sociétaires d'Élisée Reclus. La Conquête du bonheur », Itinéraire, no 14,‎ 1998, p. 72-75 (ISSN 0986-6043) — Texte intégral de la revue.
  - Carole Reynaud-Paligot, « Pierre Martin », Itinéraire, no 14,‎ 1998, p. 76-79 (ISSN 0986-6043) — Texte intégral de la revue.
  - Paul Boino, « Une géographie impertinente et combattante », Itinéraire, no 14,‎ 1998, p. 80-90 (ISSN 0986-6043) — Texte intégral de la revue ; article réédité sous un autre titre en 2002.
  - Jan Moulaert, « Belgique. Un rendez-vous manqué », Itinéraire, no 14,‎ 1998, p. 91-96 (ISSN 0986-6043) — Texte intégral de la revue.
  - P. B., « Nadar », Itinéraire, no 14,‎ 1998, p. 97-99 (ISSN 0986-6043) — Texte intégral de la revue.
  - Heiner Becker, « Bibliographie », Itinéraire, no 14,‎ 1998, p. 100-107 (ISSN 0986-6043) — Texte intégral sur anarlivres.free.fr ; texte intégral de la revue.
  - Heiner Becker, « Bibliographie d'Élie Reclus », Itinéraire, no 14,‎ 1998, p. 108 (ISSN 0986-6043) — Texte intégral de la revue.
  - « Une famille exceptionnelle - Généalogie », Itinéraire, no 14,‎ 1998, p. 109-111 (ISSN 0986-6043) — Texte intégral de la revue.
- Ronald Creagh (intr.), Espaces d’anarchies, dossier de la revue Réfractions, recherches et expressions anarchistes, no 4, automne 1999 ; quatre articles sur dix sont consacrés à Élisée Reclus : Georges Roques, Élisée Reclus géographe, un héritage encore virtuel ; Philippe Pelletier, La ville et la géographie urbaine chez Élisée Reclus et à travers son époque ; Paul Boino, Plaidoyer pour une géographie reclusienne ; Tom Steele, Élisée Reclus et Patrick Geddes géographes de l’esprit. textes en ligne.
- Béatrice Giblin (dir.), Élisée Reclus : Un géographe d'exception, Hérodote (no 117), 2e trimestre 2005, 214 p. (ISSN 0338-487X, présentation en ligne) — Texte intégral sur cairn.info ; texte intégral en mode texte sur herodote.org.
  - Yves Lacoste, « Hérodote et Reclus », Hérodote, no 117,‎ 2e trimestre 2005, p. 5-9 (ISSN 0338-487X) — Texte intégral sur cairn.info.
  - Béatrice Giblin, « Élisée reclus : un géographe d'exception », Hérodote, no 117,‎ 2e trimestre 2005, p. 11-28 (ISSN 0338-487X) — Texte intégral sur cairn.info.
  - Yves Lacoste, « Élisée Reclus, une très large conception de la géographicité et une bienveillante géopolitique », Hérodote, no 117,‎ 2e trimestre 2005, p. 29-52 (ISSN 0338-487X) — Texte intégral sur cairn.info.
  - Joël Cornuault, « Une expérience reclusienne : les Cahiers Élisée Reclus », Hérodote, no 117,‎ 2e trimestre 2005, p. 53-56 (ISSN 0338-487X) — Texte intégral sur cairn.info.
  - Frédérick Douzet, « Élisée Reclus et l'Amérique, regard centenaire sur un pays neuf », Hérodote, no 117,‎ 2e trimestre 2005, p. 57-76 (ISSN 0338-487X) — Texte intégral sur cairn.info.
  - Delphine Papin, « Londres à la lumière d'un géographe libertaire », Hérodote, no 117,‎ 2e trimestre 2005, p. 77-84 (ISSN 0338-487X) — Texte intégral sur cairn.info.
  - Barbara Loyer, « La nation et les peuples qui la composent : une vision géopolitique de l'Espagne », Hérodote, no 117,‎ 2e trimestre 2005, p. 85-103 (ISSN 0338-487X) — Texte intégral sur cairn.info.
  - Claude Bataillon et Marie-France Prévôt-Schapira, « Élisée Reclus : lecture(s) du territoire de l'État-nation mexicain », Hérodote, no 117,‎ 2e trimestre 2005, p. 105-122 (ISSN 0338-487X) — Texte intégral sur cairn.info.
  - Claude Liauzu, « Les sociétés musulmanes dans l'œuvre d'Élisée Reclus », Hérodote, no 117,‎ 2e trimestre 2005, p. 123-133 (ISSN 0338-487X) — Texte intégral sur cairn.info.
  - Béatrice Giblin, « Élisée Reclus et les colonisations », Hérodote, no 117,‎ 2e trimestre 2005, p. 135-152 (ISSN 0338-487X) — Texte intégral sur cairn.info.
  - Michel Sivignon, « Le politique dans la géographie des Balkans : Reclus et ses successeurs, d'une Géographie universelle à l'autre », Hérodote, no 117,‎ 2e trimestre 2005, p. 153-182 (ISSN 0338-487X) — Texte intégral sur cairn.info.
  - Philippe Pelletier, « La « plus grande merveille de l'histoire », le Japon vu par Élisée Reclus », Hérodote, no 117,‎ 2e trimestre 2005, p. 183-191 (ISSN 0338-487X) — Texte intégral sur cairn.info.

## Articles
- Francisco Cabral Alambert Jr., Élisée Reclus, dans Civilização e Barbárie, História e Cultura : representações culturais e projeções da “Guerra do Paraguai” nas crises do Segundo Reinado e da Primeira República, São Paulo, USP, 1998, p. 119-143.
- Soizic Alavoine-Muller
  - Un globe terrestre pour l'Exposition universelle de 1900. L'utopie géographique d'Élisée Reclus, dans L’Espace géographique, 2003/2, p. 156-170, texte intégral.
  - Les Alpes d'Élisée Reclus, dans la Revue de géographie alpine, 89/4, 2001, p. 27-42, texte intégral.
- Axel Baudouin, Reclus, a colonialist ?, dans Cybergeo : European Journal of Geography, document 239, mai 2003, texte intégral.
- James O. Berkland, Élisée Reclus, neglected geologic pioneer and first (?) continental drift advocate, dans Geology, vol. 7, avril 1979, p. 189-192.
- Vicente Blasco Ibáñez, Una familia de geógrafos : los hermanos Reclus, prologue à la traduction de Onésimo y Eliseo Reclus, Novísima Geografía Universal, Madrid, Editorial Española-Americana, 1906, t. I, p. 5-31, reproduit sous le titre Comentario. Una familia de geógrafos : los hermanos Reclus, dans Geopolítica(s), Revista de estudios sobre espacio y poder, vol. 5, núm. 2, 2014, p. 273-292, texte intégral en pdf.
- Christophe Brun
  - Élisée Reclus ou l'émouvance du monde, La Vie des idées, 12 novembre 2014 texte intégral.
  - Édouard Grimard et Gustave Hickel, amis de jeunesse d’Élie et Élisée Reclus, contribution à une mésologie reclusienne, 2e version, avril 2015, 34 p. texte intégral à télécharger.
- Michel Chevalier, Élisée Reclus, géographie, bourgeoisie et anarchie au XIXe siècle, biographie de H. Sarrazin, compte rendu publié dans les Annales de géographie, vol. 96, no 535, p. 356-358, texte intégral.
- Paul Claval, Une biographie d'Élisée Reclus. Dunbar (Gary), 1978, Élisée Reclus, historian of Nature. Hamden (Connecticut), Archon Books, compte rendu publié dans L'Espace géographique, tome 11, no 4, 1982, p. 315-316, texte intégral.
- Joël Cornuault, Élisée Reclus, son langage et les avant-gardes, dans Plein Chant (Bassac, Châteauneuf-sur-Charente), no 73, printemps 2001, p. 34-48 (numéro de 106 pages entièrement composé par Joël Cornuault).
- Guillaume De Greef, Discours prononcé par Monsieur le Recteur Guillaume de Greef, éloges d’Élisée Reclus et de De Kellès-Krauz, Gand, Société coopérative « Volksdrukkerij », 1896, 55 p., p. 13-55 sur Élisée Reclus, texte intégral sur Gallica.
- Amir El Hakim De Paula, Anarquia e Geografia na I Internacional : As presenças de Élisée Reclus e Charles Perron, dans Élisée, Revista de Geografia da UEG, vol. 4, no 1, 2015, p. 20-35, texte intégral.
- Regina Horta Duarte, Natureza e sociedade, evolução e revolução : a geografia libertária de Élisée Reclus, dans Revista Brasileira de História (São Paulo), vol. 26, n° 51, 2006, p. 11-24, texte intégral.
- Federico Ferretti
  - Intellettuali anarchici nell'Europa del secondo Ottocento : I fratelli Reclus (1862-1872), dans Società e Storia, no 127, 2010, p. 63-93.
  - Comment Élisée Reclus est devenu athée: un nouveau document biographique, dans Cybergeo, 2010, texte intégral.
  - Les Reclus et la Maison Hachette : la première agence de la géographie française ?, dans L’Espace Géographique, 2010/3, p. 239-252, texte intégral.
  - La redécouverte d’Élisée Reclus : à propos d’ouvrages récents, dans EchoGéo, 2012, texte intégral.
  - Esclaves libérés et vols d’histoire : la géographie d’Élisée Reclus et l’Afrique subsaharienne, dans Élisée, revista de geografia da Universidade Estatal de Goiás, no 2, 2012, texte intégral téléchargeable.
  - ’They have the right to throw us out’ : Élisée Reclus’ New Universal Geography, dans Antipode, a Radical Journal of Geography, vol. 45, no 5, novembre 2013, p. 1337-1355, résumé en ligne, vidéo en ligne.
  - Le fonds Reclus-Perron et le contesté franco-brésilien de 1900, dans Terra Brasilis (Nova Série), 2013/2, texte intégral.
  - Un regard hétérodoxe sur le Nouveau Monde : la géographie d’Élisée Reclus et l’extermination des Amérindiens (1861-1905), dans le Journal de la Société des Américanistes, no 99, 2013, p. 141-164, texte intégral.
  - Géographie, éducation libertaire et établissement de l’école publique entre le 19e et le 20e siècle : quelques repères pour une recherche, dans Cartable de Clio, revue suisse sur les didactiques de l’histoire, no 13, 2013, p. 187-199, texte intégral.
  - Pioneers in the History of Cartography : the Geneva map collection of Élisée Reclus and Charles Perron, dans Journal of Historical Geography, 42 (2013), résumé en ligne.
  - De l’empathie en géographie et d’un réseau de géographes : la Chine vue par Léon Metchnikoff, Élisée Reclus et François Turrettini, dans Cybergeo, document 660, 13 décembre 2013, texte intégral.
  - Na orígem da ideia de fronteiras móveis : limites políticos e migrações nas geografias de Friedrich Ratzel e Élisée Reclus, dans Continentes, Revista de Geografia da UFRRJ, no 44, 2014, texte intégral à télécharger.
  - La nature comme œuvre d’art : Élisée Reclus et les (néo)impressionnistes, dans Belgeo, 2014/3, numéro spécial Art(s) & Espace(s), 18 p. texte intégral.
  - Anarchism, geohistory, and the Annales: rethinking Élisée Reclus’s influence on Lucien Febvre, dans Environment and Planning D: Society and Space 33(2), 2015, p. 347-365, texte intégral à télécharger.
  - Neiges, glaces et géographie sociale : froid et théorie de l’entraide dans les écrits d’Élisée Reclus sur la montagne, dans A. Metzger, F. Rémy (eds.), Neiges et Glaces, Faire l’expérience du froid (XVIIe – XIXe siècles), Paris, Hermann, 2015, p. 59-76, notice éditeur.
  - A geografia de Élisée Reclus frente ao extermínio dos ameríndios: questões científicas e políticas, dans Élisée, Revista de Geografia da UEG, vol. 4, no 1, 2015, p. 36-52, texte intégral.
- Federico Ferretti et Philippe Pelletier, Spatialités et rapports de domination dans l’œuvre des géographes anarchistes Reclus, Kropotkine et Metchnikoff, dans Anne Clerval, Antoine Fleury, Julien Rebotier, Serge Weber (dir.), Espace et rapports de domination, Presses Universitaires de Rennes, 2015, p. 23-34, texte intégral à télécharger.
- Federico Ferretti et Adriano Skoda, “Os anarquistas à Sociedade Geográfica Real...”, Cartas de Élisée Reclus e Peter Kropotkin a John Scott Keltie (1882-1917), dans Revista de História da UEG, no 1, 2014, p. 213-255, texte intégral.
- Federico Ferretti, Philippe Malburet et Philippe Pelletier, Élisée Reclus et les Juifs : étude géographique d’un peuple sans État, Cybergeo, 2011, texte intégral.
- Béatrice Giblin
  - Élisée Reclus, géographie, anarchisme, Revue Hérodote, no 2, avril-juin 1976, p. 30-49, texte intégral.
  - Élisée Reclus (1830-1905), dans Geographers, Biobibliographical Studies, vol. 3, 1979.
- Hem Day
  - Élisée Reclus en Belgique. Sa vie, son activité, 1894-1905, Paris-Bruxelles, Pensée et Action, 1956, notice.
  - Élisée Reclus et la jeunesse, Bruxelles, Contre-Courant, juillet 1957, notice.
- Yves Lacoste, Élisée Reclus : géographicité et géopolitique, dans Yves Lacoste, Paysages politiques, Braudel, Gracq, Reclus, Paris, Le Livre de Poche, coll. Biblio essais, 1990, 288 p., p. 191-233 et 235-240.
- Richard Lafaille, En lisant Élisée Reclus, dans les Annales de géographie, t. 98, no 548, 1989, p. 445-459, texte intégral.
- Yannick Lageat, Le communeux Élisée Reclus dans les geôles finistériennes (1871), dans le Bulletin de la Société archéologique du Finistère, vol. 140, 2012, p. 469-500.
- Isabelle Lefort, L'articulation littorale : un principe rittérien relu par Élisée Reclus, dans Études rurales, vol. 133, no 133-134, 1994, p. 45-58, http://www.persee.fr/web/revues/home/prescript/article/rural_0014-2182_1994_num_133_1_3453 texte intégral].
- Yves-François Le Lay, Le Mississippi d'Élisée Reclus : donner du sens aux eaux courantes, dans les Cahiers de géographie du Québec (Montréal), vol. 52, no 146, 2008, p. 215-228, texte intégral.
- Ernesto Mächler Tobar, Un avantage pour des hommes sans peur. El sueño anarquista de Élisée Reclus en el caribe colombiano, dans América, Cahiers du CRICCAL, Voyages et Fondations, 1re série, no 35, Paris, Presses de la Sorbonne Nouvelle, 2006, p. 75-85, sommaire.
- Jean Maitron, Reclus, Jean, Jacques, Élisée, dans Jean Maitron (dir.), Dictionnaire biographique du mouvement ouvrier français, Paris, Éditions ouvrières, partie 3 De la Commune à la Grande Guerre, 1871-1914, t. 15, 1977, 357 p., p. 17b-19a.
- Jean Maitron et Michel Cordillot, Élisée Reclus, dans Guillaume Davranche, Rolf Dupuy, Marianne Enckell, Hugues Lenoir, Anthony Lorry, Claude Pennetier, Anne Steiner (coord.), Les Anarchistes, dictionnaire biographique du mouvement libertaire francophone, Ivry-sur-Seine, éd. de l’Atelier, 2014, 528 p., p. 413a-414b (rééd. en poche, 2015, 860 p.).
- Georges Nicolas et Anne Radeff, Élisée Reclus traducteur de Carl Ritter, passeur de la logique Tout/Partie, novembre 2014, 24 p., texte intégral.
- José Luis Oyón et Marta Serra, Las casas de Reclus : hacia la fusión naturaleza-ciudad, dans Scripta Nova, revista electrónica de geografía y ciencias sociales (Barcelone), 2012, article de synthèse sur les résidences successives d’Élisée de 1830 à 1905, illustré de cartes texte intégral.
- Philippe Pelletier
  - La ville et la géographie urbaine chez Élisée Reclus et à travers son époque, dans Réfractions, no 4, 1999, texte intégral.
  - Élisée Reclus, géographe et anarchiste, dans Élisee Reclus, une conscience libertaire, Éditions Alternative libertaire, 2002, texte intégral.
  - La géographie innovante d'Élisée Reclus, Les Amis de Sainte Foy et sa région, no 86-2, p. 7-38, 2005, notice.
  - La grande séparation à résorber : l'Orient et l'Occident vus pas Élisée Reclus, dans Transtext(e)s-Transcultures, p. 80-99, 2005, texte intégral en pdf.
  - La grande ville entre barbarie et civilisation chez Élisée Reclus (1830-1905), 22 mars 2007, Université Paris-1 Panthéon-Sorbonne, texte intégral.
  - La géographie sociale d’Élisée Reclus, dans Le Monde diplomatique, janvier 2009, texte intégral.
  - Élisée Reclus, site Hypergeo, 2014, texte intégral.
- Marie-Claire Robic, Élisée Reclus visited and revisited, contribution au livre d'Hommage à Axel Baudouin, Université de Trondheim (Norvège), 2008, texte intégral.
- Henri Roorda van Eysinga, Élisée Reclus propagandiste, dans La Société nouvelle, août 1907, p. 186-199, texte intégral sur Gallica.
- Michelette Rossier-Menthonnex, Élisée Reclus, géographe (1830-1905), dans Vibiscum (revue de l'Association du Vieux Veley), no 9, 2002, p. 75-113.
- Hélène Sarrazin, Élisée Reclus en ses villes, dans Urbanisme, le magazine international de l’architecture et de la ville, no 301, juillet-août 1998, p. 25-30.
- Olivier Sigaut, Du roman des origines aux origines d'une conscience écologique, Élisée Reclus et le Pays foyen, dans Les Amis de Sainte-Foy-la-Grande et sa région (éd.), 750 ans de la bastide de Sainte-Foy-la-Grande, Saint-Quentin-de-Baron, éd. de l’Entre-deux-Mers, 2007, 228 p. (actes du colloque de Sainte-Foy-la-Grande, 3-4 décembre 2005), p. 101-121, texte intégral en pdf.
- David Ross Stoddart, Humane Geographer : the enigma of Élisée Reclus, dans Progress in Human Geography, 1981/1, p. 119-124.
- Kenneth White, Élisée Reclus : l'ouverture au monde, dans Kenneth White, Les Affinités extrêmes, Paris, Albin Michel, 2009, 213 p., p. 13-21 (reprise de l'introduction à la réédition de Hélène Sarrazin, Élisée Reclus ou la passion du monde, Paris, Éditions du Sextant, 2004, 241 p., p. 9-14).
- Roméo Bondon, « Élisée Reclus, vivre entre égaux », Ballast,‎ 22 septembre 2017 (lire en ligne).
- Miriam Hermi Zaar, Élisée Reclus e o seu método geográfico, dans Biblio3W, revista bibliográfica de geografia y ciencias sociales (Universidad de Barcelona), vol. XX, n° 1123, 15 juin 2015, texte en pdf.

## Archives
- Fonds Elisée Reclus (1810-1913) [1,8 ml].  Cote : ELIR. Neuchâtel : Bibliothèque publique et universitaire de Neuchâtel (présentation en ligne).